# Mangaka
Mangaka (漫画家 (Mạn họa gia)) là từ tiếng Nhật nghĩa là "người sáng tác truyện tranh". Ở ngoài Nhật Bản, manga thường được hiểu là truyện tranh Nhật Bản và mangaka được hiểu là tác giả manga, mà thường là người Nhật. Như năm 2006, khoảng 3000 mangaka chuyên nghiệp đang làm việc tại Nhật Bản.

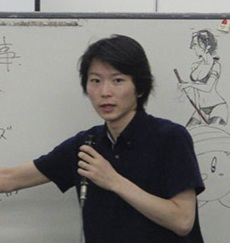
Yuichi Kato, một mangaka và là tác giả của bộ manga "Yancha Gal no Anjou-san Series"

Nhiều mangaka học tập tại một trường đại học mỹ thuật, hoặc đi theo học việc một họa sĩ khác trước khi gia nhập ngành công nghiệp như một người sáng tác căn bản. Hiếm hơn nữa là những mangaka tham gia trực tiếp vào ngành công nghiệp in ấn, mà không là một đối tác như trước đây.

## Từ nguyên
Từ này cấu thành từ 2 từ: Manga và ka
Từ Manga tương ứng với truyện tranh, hay truyện tranh Nhật Bản, phụ thuộc vào việc bạn dùng từ này ở trong hay ngoài nước Nhật Bản.
Từ -ka (家) ngụ ý một mức độ tinh thông và một nghệ nhân truyền thống. Ví dụ, từ này không được dùng để chỉ một người viết một câu chuyện rồi sau đó đưa cho một nghệ sĩ manga vẽ thành tranh. Tiếng Nhật gọi những người viết cốt truyện tranh như thế là gensaku-sha.

## Trợ lý
Rất nhiều mangaka có trợ lý để giúp các công việc nghệ thuật của họ. Nhiệm vụ của các trợ lý rất đa dạng; có những mangaka chỉ phác thảo ra phần nền của bộ manga, và để phần còn lại cho số trợ lý đông đảo của mình, trong khi những người khác chỉ dùng trợ lý để làm các công việc chuyên biệt (Go Nagai, ví dụ, có lúc chỉ thuê trợ lý để vẽ máy bay trực thăng và các xe cơ giới quân sự khác ). Có những mangaka không hề có trợ lý, và thích tự làm một mình mọi việc. Thông thường, trợ lý chịu trách nhiệm cho phần hậu cảnh và chi tiết trong manga, trong khi chính mangaka vẽ và tô màu các nhân vật chính. họ thường được thuê để trợ giúp các vấn đề về mỹ thuật, các trợ lý hầu như không bao giờ giúp mangaka về cốt truyện, ngoài việc gợi ý cho tác giả tìm cảm hứng.
Phần lớn các mangaka chính thức đều khởi nghiệp với tư cách trợ lý, mặc dù có rất nhiều trợ lý bằng lòng với vị trí của mình và cả sự nghiệp chỉ làm trợ lý.